# Bruno Mathieu
Bruno Mathieu, född den 23 mars 1958, är en fransk organist.
Mathieu studerade orgel för Jean Langlais och Marie-Claire Alain. Han blev sedan organist i Saint Justin i Levallois-Perret. Vid sidan av sin utsträckta konsertverksamhet i hela Europa undervisar han i orgel vid Conservatoire de Paris XXème. 

## Kompositioner
- Fantaisie
- Te Deum
- Petite Suite Sotte för piano
- Volute Trinitaire för orgel
- Poème Mystique för symfoniorkester

## Diskografi
- Louis Vierne: Orgelsymphonien 3 und 6 (Naxos)
- Marcel Dupré: Symphonies
- Olivier Messiaen: La Nativité (Delatour France)
- J.S. Bach: 6 Triosonaten (Delatour France)
- Jean Langlais: Suite Médiéval (Naxos)
- Louis Vierne: 2ème Symphonie
- Marcel Dupré: 3 préludes et fugues op. 7 (Delatour France)